# Николай Ковачев (филолог)
Вижте пояснителната страница за други личности с името Николай Ковачев.
Николай (Кольо) Петков Ковачев е български учен (професор) – филолог (езиковед), фолклорист, краевед, поет.
Най-известен е като автор на „Честотно-тълковен речник на личните имена у българите“ (1987) и „Честотно-етимологичен речник на личните имена в съвременната българска антропонимия“ (1995).

## Биография
Роден е в с. Кръвеник на 22 ноември 1919 г. Завършва началното училище в родното си село и основното в близкото с. Ново село, после Априловската гимназия в Габрово. Още като ученик издава стихосбирките „Лунни песни“ и „Паяжина“. Публикува поемата си „Есенни видения от село“ през 1941 г. Завършва славянска и руска филология в Софийския университет „Климент Охридски“.
Отначало е учител в родното си с. Кръвеник, където става и директор на училището. Превежда творби на полския писател и публицист Адам Мицкевич (1948). После работи в отдел „Народна просвета“ на Околийския народен съвет в Севлиево (1949 – 1950). Разработва проект за изграждане на градски исторически музей, план за археологическо и етнографско проучване на Севлиево, археологическа карта на Севлиевско с описание на запазените старини, артефакти и археологически обекти. Резултати от своите проучвания представя в книгата „Местните названия в Севлиево“ (1961), „Росица – сборник от народни песни от Севлиевско“ и „Антропонимията на Севлиево“ в ръкописи.
Постъпва като асистент (когато е вече на 44 години) във Великотърновския университет „Кирил и Методий“ още от създаването му като Висш педагогически институт „Братя Кирил и Методий“ през 1963 г. Там става доцент по общо езикознание (1965) и професор (1972). Създава университетските Лаборатория по българска антропонимия и Център по българска ономастика (носещ днес неговото име). Н. Ковачев е заместник-ректор на ВТУ и първият декан на Филологическия факултет (1968 – 1970), първият ръководител на Катедрата по езикознание (1965 – 1987).
Прави множество публикации в местни и национални вестници, списания, брошури и пр., включително стотици популярни и научни статии и други трудове. Значителна част от тях са краеведски, посветени предимно на Севлиевския край. Написва историята на родното си с. Кръвеник и е сред основните организатори при създаването на музейната сбирка в селото. Сред по-важните му творби са „Миналото на героичен Кръвеник“, „Местните названия от Севлиевско“, „Местни названия във Великотърновско“, „Местни названия в Габровско“, „Местни имена в Дряновско“, „Местни имена в Беленско“, „Топонимията на Троянско“, „Нашето хайдушко движение“, „Българска ономастика“, „По пожълтелите книги и каменните плочи на миналото в Севлиевския край“. Автор е на главите за Априлското въстание в сборниците „Севлиево и Севлиевският край през Възраждането“ и „Батошево“. В „Честотно-тълковен речник на личните имена у българите“ включва всички имена с честотност над 5 на всички деца, родени в 99 околийски града в България през периода 1901 – 1970 г. Във втория си „Честотно-етимологичен речник на личните имена в съвременната българска антропонимия“ той разглежда етимологията на всички имена с честотност над 1 от 1891 до 1980 г.
Проф. Николай Ковачев почива на 20 април 2001 г., погребан е в родното му с. Кръвеник. Удостоен е със званията „Почетен гражданин на Севлиево“ (1999) и (посмъртно) с „Почетен професор на Великотърновския университет“ (2009).

## Трудове
- Местните названия от Севлиевско. Изд. на БАН, 1961
- Местните названия в Габровско. Изд. на БАН, 1965
- Из миналото на героичен Кръвеник: [Очерк]. В. Търново, 1967
- Насоки за топонимично и антропономично проучване на селище: За студентите при Висш пед. инст. Братя Кирил и Методий – В. Търново. Висш пед. инст. Братя Кирил и Методий, 1967
- съавтор с Людвиг Селимски. Увод в езикознанието : Текстове, упражнения, задачи и въпроси. Великотърновски унив. Кирил и Методий, 1968, 1973
- Топонимията на Троянско. Изд. на БАН, 1970
- Миналото на героичен Кръвеник, Габровско: Краеведски очерк. Изд. на ОФ, 1972
- Българска ономастика: Наука за собствените имена: Спецкурс. Учебник за студенти. Великотърновски унив. Кирил и Методий, 1982
- Българска ономастика: Наука за собствените имена. Изд. Наука и изкуство, 1987
- Честотно-тълковен речник на личните имена у българите“, ДИ „Д-р Петър Берон“, София, 1987
- Честотно-етимологичен речник на личните имена в съвременната българска антропонимия, ПИК, Велико Търново, 1995.
- Нашето хайдушко движение. УИ Св. св. Кирил и Методий, 1995
- С очи към звездите: Лирика. УИ Св. св. Кирил и Методий, 1998
- Местните имена във Великотърновско. УИ Св. св. Кирил и Методий, 2001
- Местните имена в Дряновско. УИ Св. св. Кирил и Методий, 2009